# Patrick Loubert
Patrick Loubert est un producteur de cinéma canadien né en 1947. Il est connu pour avoir fondé Nelvana avec Michael Hirsh et Clive A. Smith. Il est notamment connu pour Paul et les Jumeaux (1982), Rolie Polie Olie (1998) et Babar (1989). Au cours de sa carrière, il a remporté deux Emmy Awards, 7 Gemini Awards et 1 Genie Awards.

## Filmographie

### Réalisateur
- 1979 Romie-0 & Julie-8

### Producteur
- 1982 Paul et les Jumeaux
- 1985 Star Wars, Droïdes : Les Aventures de R2-D2 et C-3PO
- 1985 Ewoks
- 1989 Babar
- 1991 Les Aventures de Tintin
- 1994 Le Bus magique
- 1995 L'Histoire sans fin
- 1996 Donkey Kong Country
- 1996 Sacrés Dragons
- 1996 Les Graffitos
- 1997 Petit Ours
- 1997 Fifi Brindacier
- 1997 Franklin
- 1998 Rolie Polie Olie
- 1998 Collège Rhino Véloce
- 1999 Georges et Martha (George and Martha)
- 2000 Marguerite et la Bête féroce
- 2000 Timothée va à l'école
- 2000 Edouard et Martin (Marvin the Tap-Dancing Horse)
- 2000 Sept Petits Monstres
- 2000 Georges rétrécit
- 2001 Pecola